# Niclas Kirkeløkke
Niclas Kirkeløkke (Ringe, 1994. március 26. –) olimpiai és világbajnok dán kézilabdázó. Klubcsapatában leginkább átlövőként játszik, a válogatottban azonban gyakran szélső poszton szokott szerepelni.
Édesanyja, Gun-Britt Kirkeløkke, valamint húga, Sarah Kirkeløkke szintén kézilabdázó.

## Pályafutása

### Klubcsapatokban
Gyerekként a Risøhøj Håndbold csapatában kezdett kézilabdázni, majd 12 évesen 2006-ban igazolt a GOG Håndboldhoz. A felnőttcsapatban 2012 óta számítottak játékára. 2019-ben igazolt a német első osztályban szereplő Rhein-Neckar Löwenhez. Ezzel a csapattal lett 2023-ban Német kupa-győztes. 2024-ben az Európa-ligában bronzérmes lett, és 93 góljával ő volt csapata leggólerősebb játékosa. 2024-ben igazolt az SG Flensburg-Handewitt csapatához.

### A válogatottban
A norvég ifjúsági válogatottal 2013-ban világbajnok lett és Kirkeløkke bekerült a torna All-Star csapatába.
A felnőttválogatottban 2016-tól szerepel. Első világversenye a 2017-es világbajnokság volt. Aranyérmet szerzett a 2023-as világbajnokságon, Európa-bajnokságon 2022-ben bronzérmes, 2024-ben pedig ezüstérmes lett. Tagja volt a 2024-es párizsi olimpián győztes dán válogatottnak. A német válogatott elleni döntőben három gólt szerzett.

## Sikerei, díjai
- Német kupa-győztes: 2023
- Olimpiai bajnok: 2024
- Világbajnok: 2023, 2025
- Európa-bajnokságon ezüstérmes: 2024
  - bronzérmes: 2022
- Ifjúsági világbajnok: 2013